# Soddy-Gerade
Die Soddy-Gerade eines Dreiecks ist die Gerade, die durch die Mittelpunkte der beiden Soddy-Kreise des Dreiecks verläuft.
Die Soddy-Gerade schneidet die Euler-Gerade im Longchamps-Punkt und die Gergonne-Gerade im Fletcher-Punkt, zudem steht sie senkrecht auf der letzteren. Diese drei Geraden bilden zusammen das Euler-Gergonne-Soddy-Dreieck. Zwei weitere spezielle Punkte, die auf der Soddy-Geraden liegen, sind der Gergonne-Punkt und der Mittelpunkt des Inkreises.
Die Soddy-Gerade ist nach dem Chemiker und Nobelpreisträger Frederick Soddy benannt, der 1936 einen Beweis zu den Soddy-Kreisen in Form eines Gedichtes veröffentlichte.

Soddy-Gerade (rot), Mittelpunkt des äußeren Soddy Kreises, Mittelpunkt des inneren Soddy-Kreises, Gergonne-Punkt, Mittelpunkt des Inkreises, innerer Soddy-Kreis, äußerer Soddy-Kreis, Fletcher-Punkt, Longchamps-Punkt, Euler-Gerade, Gergonne-Gerade